# گرمابه رضی‌آباد
گرمابه رضی آباد مربوط به دوره قاجار است و در شهرستان آبیک، بخش بشاریات، روستای رضی آباد واقع شده و این اثر در تاریخ ۱۱ مرداد ۱۳۸۴ با شمارهٔ ثبت ۱۲۵۸۲ به‌عنوان یکی از آثار ملی ایران به ثبت رسیده‌است.